# Droga wojewódzka 912
Die Droga wojewódzka 912 (DW 912) ist eine sechs Kilometer lange Droga wojewódzka (Woiwodschaftsstraße) in der polnischen Woiwodschaft Schlesien, die Świerklaniec mit Miasteczko Śląskie verbindet. Die Strecke liegt im Powiat Tarnogórski.

## Streckenverlauf
Woiwodschaft Schlesien, Powiat Tarnogórski
-  Świerklaniec (Neudeck) (DK 78, DW 911)
-  Miasteczko Śląskie (Georgenberg) (DW 908)